# هالي (حديبو)

تعديل مصدري - تعديل

هالي هي إحدى قرى مديرية حديبو التابعة لمحافظة سقطرى، بلغ تعداد سكانها 110 نسمة حسب تعداد اليمن لعام 2004.